# Leichtathletik-Weltmeisterschaften 2023/Teilnehmer (Mongolei)
| Gelbes Symbol für Goldmedaillen mit stilisierten Olympischen Ringen | Graues Symbol für Silbermedaillen mit stilisierten Olympischen Ringen | Braundes Symbol für Bronzemedaillen mit stilisierten Olympischen Ringen |
| ------------------------------------------------------------------- | --------------------------------------------------------------------- | ----------------------------------------------------------------------- |
| —                                                                   | —                                                                     | —                                                                       |

Der Leichtathletikverband der Mongolei nahm an den Leichtathletik-Weltmeisterschaften 2023 in Budapest teil. Eine Athletin und drei Athleten wurden vom mongolischen Verband nominiert.

## Ergebnisse

### Männer

#### Laufdisziplinen
| Athlet                         | Disziplin | Vorlauf | Vorlauf | Halbfinale | Halbfinale | Finale    | Finale |
| Athlet                         | Disziplin | Zeit    | Platz   | Zeit       | Platz      | Zeit      | Platz  |
| ------------------------------ | --------- | ------- | ------- | ---------- | ---------- | --------- | ------ |
| Bat-Otschiryn Ser-Od           | Marathon  |         |         |            |            | DNF       | DNF    |
| Olonbayar Jamsran              | Marathon  |         |         |            |            | DNF       | DNF    |
| Tseweenrawdangiin Bjambadschaw | Marathon  |         |         |            |            | 2:30:28 h | 59     |

### Frauen

#### Laufdisziplinen
| Athletin                     | Disziplin | Vorlauf | Vorlauf | Halbfinale | Halbfinale | Finale       | Finale |
| Athletin                     | Disziplin | Zeit    | Platz   | Zeit       | Platz      | Zeit         | Platz  |
| ---------------------------- | --------- | ------- | ------- | ---------- | ---------- | ------------ | ------ |
| Galbadrachyn Chischigsaichan | Marathon  |         |         |            |            | 2:35:38 h SB | 31     |